# Ayu Fani Damayanti
Ayu Fani Damayanti (Denpasar, 26 aprile 1988) è una tennista indonesiana.

## Biografia
Professionista già nel 2003, non ancora quindicenne, ha fatto poi parte della squadra indonesiana di Fed Cup diverse volte tra il 2005 e il 2015.
Come singolarista ha vinto dodici titoli ITF, arrivando a conquistare la posizione numero 216 del ranking mondiale nel 2012, e la medaglia d'oro ai Giochi del Sud-est asiatico nel 2011.
In doppio ha vinto cinque titoli ITF e la medaglia d'argento ai Giochi del Sud-est asiatico nel 2005, ogni volta in coppia con la connazionale Septi Mende. Anche in questa specialità il suo anno migliore è stato il 2012, col conseguimento della posizione numero 201 nel ranking.